# Jean Holland (2e duc d'Exeter)
Pour les articles homonymes, voir Jean Holland, John Holland et Holland.
Titres
Duc d'Exeter
6 janvier 1444 – 5 août 1447
(3 ans, 6 mois et 30 jours)
Comte de Huntingdon
octobre 1416 – 5 août 1447
(30 ans et 10 mois)
Jean Holland (29 mars 1395 – 5 août 1447), comte de Huntingdon puis 1er duc d'Exeter, est un noble anglais et un commandant militaire pendant la guerre de Cent Ans.

## Biographie
Membre de la famille Holland, Jean est le second fils de Jean Holland, duc d'Exeter, et d'Élisabeth de Lancastre, fille de Jean de Gand. Il est ainsi neveu d'Henri IV, le roi qui détrône son cousin germain Richard II, et donc cousin germain d'Henri V.
Jean Holland n'est qu'un enfant quand son père conspire contre Henri IV, est arrêté et exécuté. Cependant, il lui est accordé la chance de servir Henri V pendant la campagne de France en 1415, et se distingue à la bataille d'Azincourt.
L'année suivante, le titre de comte de Huntingdon, qui a été confisqué à son père, lui est rendu et il est reçu parmi les chevaliers de l'Ordre de la Jarretière (son frère aîné Richard est mort en septembre 1400). 
Au cours des cinq années suivantes, il a plusieurs commandements dans l'armée anglaise en France, jusqu'à sa capture par les Français en 1421 à la bataille de Baugé. Il reste quatre ans en captivité.
Il est nommé amiral d'Angleterre, d'Irlande et d'Aquitaine, en 1435, lieutenant du roi en Aquitaine en 1439, et plus tard gouverneur d'Aquitaine. En 1439, il reçoit le duché d'Exeter qui a appartenu à son père et qui a été donné entre-temps à Thomas Beaufort.

## Famille et descendance
Le 15 juillet 1427, il épouse Anne Stafford († 20 septembre 1432), fille d'Edmond, 5e comte de Stafford, et veuve d'Edmund (V) Mortimer, comte de March († 1425) qui donne naissance à deux enfants :
- Henri Holland (1430-1475), 2e duc d'Exeter ;
- Anne Holland († 26 décembre 1486), qui épouse John Neville († 1450), fils de Ralph Neville, 2e comte de Westmorland, mais le mariage n'est pas consommé. Elle se remarie avec un autre John Neville, 1er baron Neville, et en troisièmes noces avec James, 9e comte de Douglas.

Veuf, il épouse, le 20 janvier 1433, Béatrice de Portugal († 23 octobre 1439), fille illégitime de Jean d'Aviz, roi de Portugal, et veuve de Thomas FitzAlan (1381-1415), 5e comte d'Arundel et 10e comte de Surrey. 
En troisièmes noces, il épouse, vers 1441-1442, Anne Montagu († 28 novembre 1457), elle aussi deux fois veuve, fille de John Montagu, 3e comte de Salisbury, mais n'en eut pas de postérité.

## Généalogie
|  |  |                        |                        |                        |                        | Édouard III roi d'Angleterre |                             |                             |                             |                             |                             |                         |                         |                           |                           |                           |                           |                           |                           |                           |                           |                           |                           |                        |                        |                               |                               |                               |                               |                               |                               |                           |                           |                           |                           |  |  |
|  |  |                        |                        |                        |                        |                              |                             |                             |                             |                             |                             |                         |                         |                           |                           |                           |                           |                           |                           |                           |                           |                           |                           |                        |                        |                               |                               |                               |                               |                               |                               |                           |                           |                           |                           |  |  |
|  |  |                        |                        |                        |                        |                              |                             |                             |                             |                             |                             |                         |                         |                           |                           |                           |                           |                           |                           |                           |                           |                           |                           |                        |                        |                               |                               |                               |                               |                               |                               |                           |                           |                           |                           |  |  |
|  |  | Édouard le Prince Noir | Édouard le Prince Noir | Édouard le Prince Noir | Édouard le Prince Noir | Édouard le Prince Noir       | Édouard le Prince Noir      |                             |                             | Jeanne comtesse de Kent     | Jeanne comtesse de Kent     | Jeanne comtesse de Kent | Jeanne comtesse de Kent | Jeanne comtesse de Kent   | Jeanne comtesse de Kent   |                           |                           | Thomas Holland            | Thomas Holland            | Thomas Holland            | Thomas Holland            | Thomas Holland            | Thomas Holland            |                        |                        | Jean de Gand duc de Lancastre | Jean de Gand duc de Lancastre | Jean de Gand duc de Lancastre | Jean de Gand duc de Lancastre | Jean de Gand duc de Lancastre | Jean de Gand duc de Lancastre |                           |                           |                           |                           |  |  |
|  |  | Édouard le Prince Noir | Édouard le Prince Noir | Édouard le Prince Noir | Édouard le Prince Noir | Édouard le Prince Noir       | Édouard le Prince Noir      |                             |                             | Jeanne comtesse de Kent     | Jeanne comtesse de Kent     | Jeanne comtesse de Kent | Jeanne comtesse de Kent | Jeanne comtesse de Kent   | Jeanne comtesse de Kent   |                           |                           | Thomas Holland            | Thomas Holland            | Thomas Holland            | Thomas Holland            | Thomas Holland            | Thomas Holland            |                        |                        | Jean de Gand duc de Lancastre | Jean de Gand duc de Lancastre | Jean de Gand duc de Lancastre | Jean de Gand duc de Lancastre | Jean de Gand duc de Lancastre | Jean de Gand duc de Lancastre |                           |                           |                           |                           |  |  |
|  |  |                        |                        |                        |                        |                              |                             |                             |                             |                             |                             |                         |                         |                           |                           |                           |                           |                           |                           |                           |                           |                           |                           |                        |                        |                               |                               |                               |                               |                               |                               |                           |                           |                           |                           |  |  |
|  |  |                        |                        |                        |                        |                              |                             |                             |                             |                             |                             |                         |                         |                           |                           |                           |                           |                           |                           |                           |                           |                           |                           |                        |                        |                               |                               |                               |                               |                               |                               |                           |                           |                           |                           |  |  |
|  |  |                        |                        |                        |                        | Richard II roi d'Angleterre  | Richard II roi d'Angleterre | Richard II roi d'Angleterre | Richard II roi d'Angleterre | Richard II roi d'Angleterre | Richard II roi d'Angleterre |                         |                         | Jean Holland duc d'Exeter | Jean Holland duc d'Exeter | Jean Holland duc d'Exeter | Jean Holland duc d'Exeter | Jean Holland duc d'Exeter | Jean Holland duc d'Exeter |                           |                           | Elisabeth de Lancastre    | Elisabeth de Lancastre    | Elisabeth de Lancastre | Elisabeth de Lancastre | Elisabeth de Lancastre        | Elisabeth de Lancastre        |                               |                               | Henri IV roi d'Angleterre     | Henri IV roi d'Angleterre     | Henri IV roi d'Angleterre | Henri IV roi d'Angleterre | Henri IV roi d'Angleterre | Henri IV roi d'Angleterre |  |  |
|  |  |                        |                        |                        |                        | Richard II roi d'Angleterre  | Richard II roi d'Angleterre | Richard II roi d'Angleterre | Richard II roi d'Angleterre | Richard II roi d'Angleterre | Richard II roi d'Angleterre |                         |                         | Jean Holland duc d'Exeter | Jean Holland duc d'Exeter | Jean Holland duc d'Exeter | Jean Holland duc d'Exeter | Jean Holland duc d'Exeter | Jean Holland duc d'Exeter |                           |                           | Elisabeth de Lancastre    | Elisabeth de Lancastre    | Elisabeth de Lancastre | Elisabeth de Lancastre | Elisabeth de Lancastre        | Elisabeth de Lancastre        |                               |                               | Henri IV roi d'Angleterre     | Henri IV roi d'Angleterre     | Henri IV roi d'Angleterre | Henri IV roi d'Angleterre | Henri IV roi d'Angleterre | Henri IV roi d'Angleterre |  |  |
|  |  |                        |                        |                        |                        |                              |                             |                             |                             |                             |                             |                         |                         |                           |                           |                           |                           |                           |                           |                           |                           |                           |                           |                        |                        |                               |                               |                               |                               |                               |                               |                           |                           |                           |                           |  |  |
|  |  |                        |                        |                        |                        |                              |                             |                             |                             |                             |                             |                         |                         |                           |                           |                           |                           | Jean Holland duc d'Exeter | Jean Holland duc d'Exeter | Jean Holland duc d'Exeter | Jean Holland duc d'Exeter | Jean Holland duc d'Exeter | Jean Holland duc d'Exeter |                        |                        |                               |                               |                               |                               | Henri V roi d'Angleterre      | Henri V roi d'Angleterre      | Henri V roi d'Angleterre  | Henri V roi d'Angleterre  | Henri V roi d'Angleterre  | Henri V roi d'Angleterre  |  |  |